# ボルィース・コージン

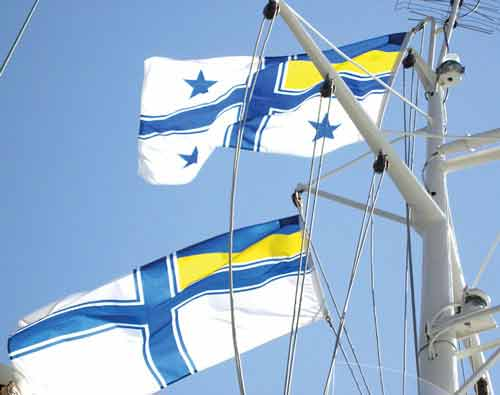
ウクライナ海軍旗と司令官旗

ボルィース・コージン（Кожин Борис Борисович）は初代ウクライナ海軍司令官、海軍中将、政治家。第2回、第3回ヴェルホーヴナ・ラーダ議員。

## 経歴
1944年9月25日、プスコフ生まれ。ウクライナ人。 1961年に両親とともにウクライナへ移住。1968年にM・V・フルンゼ記念レニングラード高等海軍学校、1980年にはレニングラード高等海軍アカデミー卒業。 
1992年にウクライナ海軍の初代司令官に任命され、海軍中将に昇進。 
1994年、海軍司令官在任中に、ウクライナ第2回ヴェルホーヴナ・ラーダの議員に選出された。1994年以来ウクライナ人民党に所属。 
2002年以後、ウクライナ海軍退役軍人会および「ウクライナ海軍十字勲章」財団会長を務める。
2012年６月、第３回日本ウクライナ地域経済文化フォーラムのウクライナ側パネリストとして来日した。